# Живокіст лікарський
Живокі́ст лі́карський (Symphytum officinale) — помірно отруйна багаторічна рослина родини шорстколистих, також відома під місцевими назвами воло́вий язи́к, око́пник, правокі́ст, гав'яз. Медоносна, харчова, лікарська, отруйна, фарбувальна і кормова рослина.

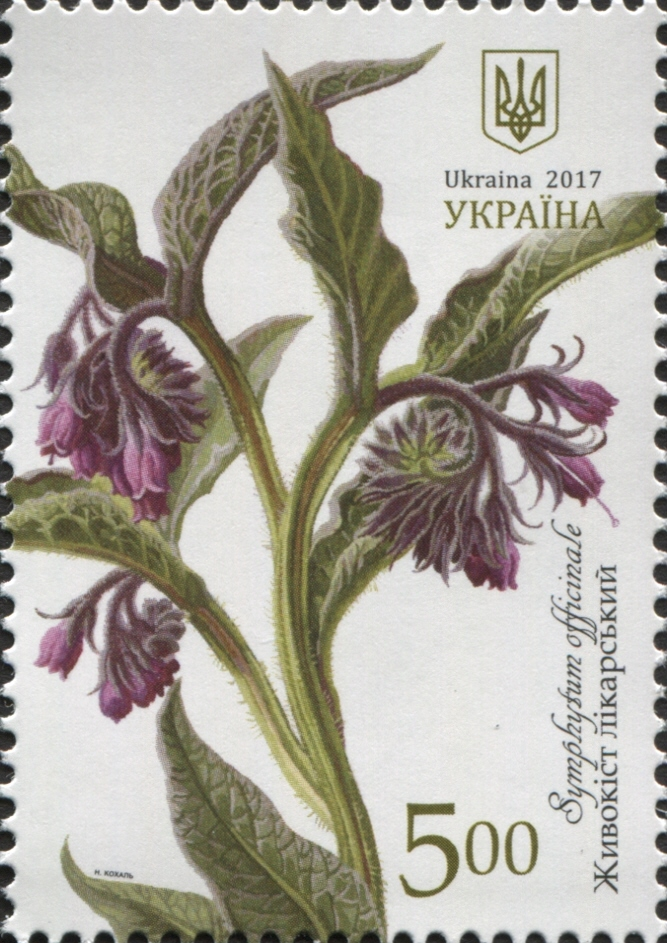
Марка Укрпошти «Живокіст лікарський (Symphytum officinale)» із серії «Лікарські та медоносні рослини» (2017)

## Опис
Трав'яниста рослина заввишки 30-90 см, з товстим, коротким, розгалуженим, майже чорним кореневищем. Стебло розгалужене, високе, гранчасте, вгорі крилате від листків, що збігають донизу, шорстке від відстовбурчених волосків, що сидять на бородавках. Листки чергові, цілокраї, нижні великі, звужені в крилатий черешок, яйцеподібні або довгасто-ланцетні, загострені; верхні — глибокосидячі, збігають стеблом своєю основою. Всі листки шорсткувато-притиснутощетинисті.
Квітки в завійках, середньої величини (10-18 мм завдовжки), майже правильні, зрослопелюсткові, з подвійною
оцвітиною. Чашечка грушоподібна, п'ятирозсічена на ланцетні частки. Віночок трубчасто-дзвоникуватий, п'ятипелюстковий, брудно-фіолетовий або рожевий, часом білий з короткими, вниз відігнутими трикутними зубцями. Придатки у зіві віночка завдовжки, як і пиляки. Тичинок п'ять, вони прикріплені до трубочки віночка. Маточка одна, зав'язь верхня, чотирилопатева, стовпчик один з головчастою приймочкою. Плід — гладенький, розпадний чотиригорішок.
Кореневища і корені містять дубильні речовини, багато слизу, алкалоїди, дигалову і галову кислоти та інші речовини. У свіжій траві містяться протеїн (до 25%), жир (до 3,3%), клітковина (до 14,2%) і безазотисті екстрактивні речовини (до 39,1% від абсолютно сухої речовини).

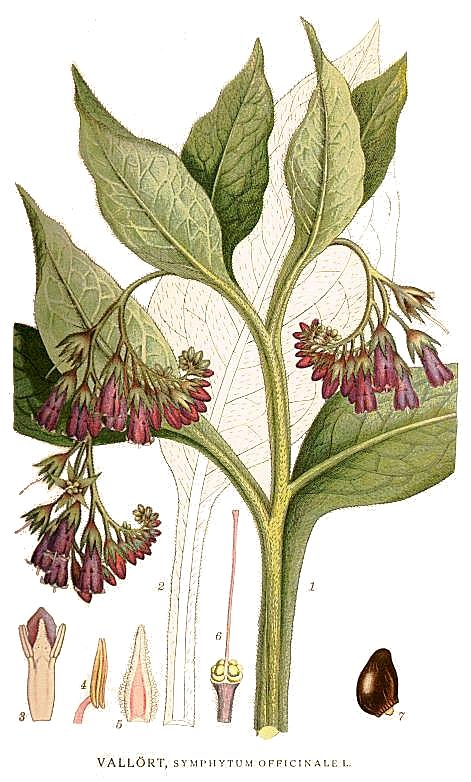
Зображення живокіста у старовинній книзі, виданій на початку XX століття

## Поширення та екологія
Поширений майже по всій Україні. Заготовляють його в районах поширення.Зростає у вільшняках, на берегах річок, на вологих луках.
Рослина тіньовитривала. Квітне у травні-липні.

## Застосування
З коренів добувають червону фарбу.

### У медицині
У народній медицині використовують корені і кореневища від проносів як добрий обволікаючий і відхаркувальний засіб. Зовнішньо використовують свіжий корінь або сік з нього при чиряках, виразках, носових кровотечах, роблять також припарки при переломах кісток. У гомеопатії використовують есенцію з свіжого кореня живокосту, зібраного до початку цвітіння рослини. Корінь застосовують також у ветеринарії.
Сировину заготовляють восени, очищають, промивають у воді, розрізують на шматочки і висушують у тіні або на горищах. Строк зберігання — три роки.
На основі ліпофільної фракції, отриманої з коренів живокосту в поєднанні з ліпофільними екстрактами листа горіха волоського і суцвіть календули, створено і запатентовано лікарський засіб під назвою «Симфікален».

### У харчуванні
Живокіст - одна з найсмачніших диких їстівних рослин, хоча в деяких книгах є вказівки на його отруйність. На півночі Білорусі, в Сибіру та на Алтаї живокіст улюблена овочева рослина. Листя і обчищені від шкірки молоді пагони використовують для салатів, супів, борщів, вінегретів, всіляких приправ та засмачок. При вживанні великих кількостей викликає розлад шлунка. 
Живокіст лікарський худобою поїдається задовільно або погано через шорсткі листки. Всі частини живокосту лікарського в зеленому стані отруйні для коней, великої рогатої худоби, овець, кіз, бо містить алкалоїд симфітоциноглосин, глюкоалкалоїд консолідин, холін та інші шкідливі для них речовини. 
Живокіст непоганий ранньолітній медонос, що створює підтримання взяток. Щоб зібрати нектар, бджоли користуються прокусами джмелів або ж хоботком розсувають тичинки. Медопродуктивність 25 кг з 1 га.

## Галерея

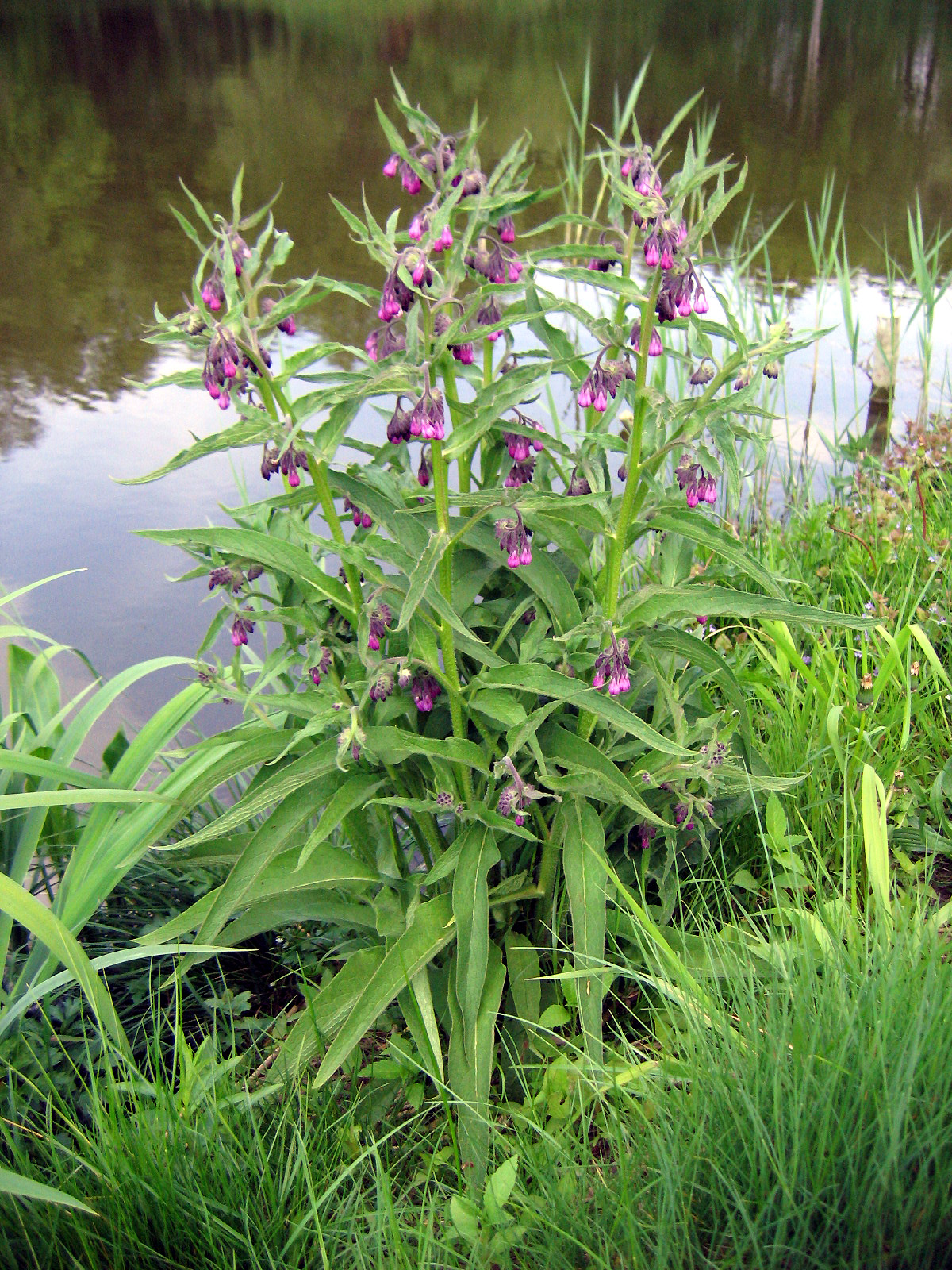
Зовнішній вигляд рослини
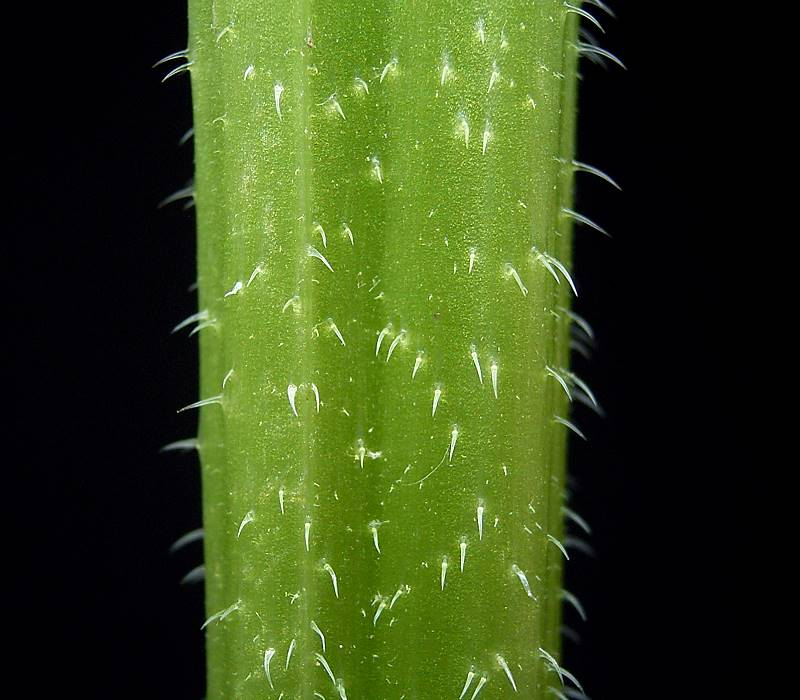
Стебло великим планом (помітні жорсткі волоски)
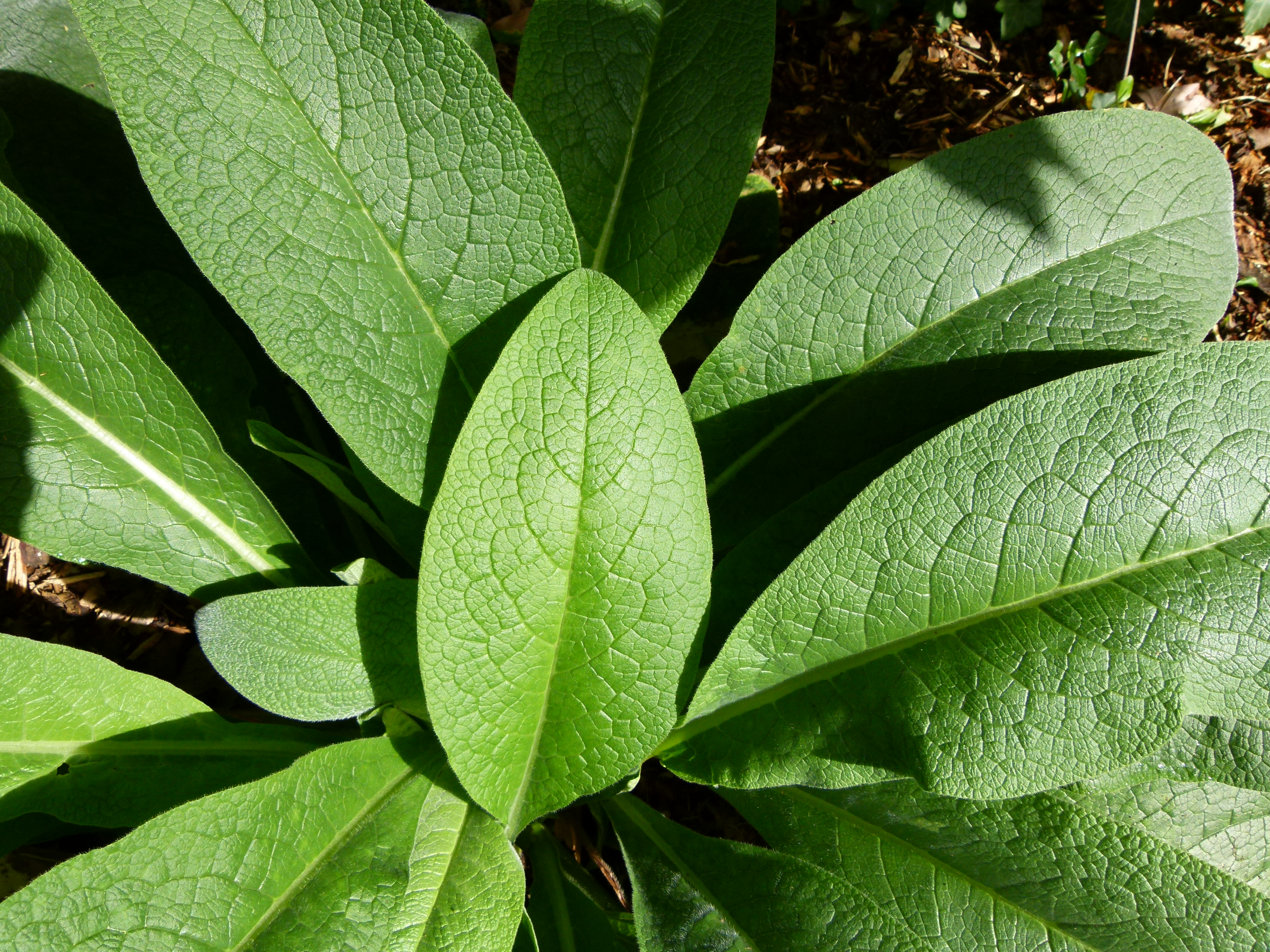
Листя
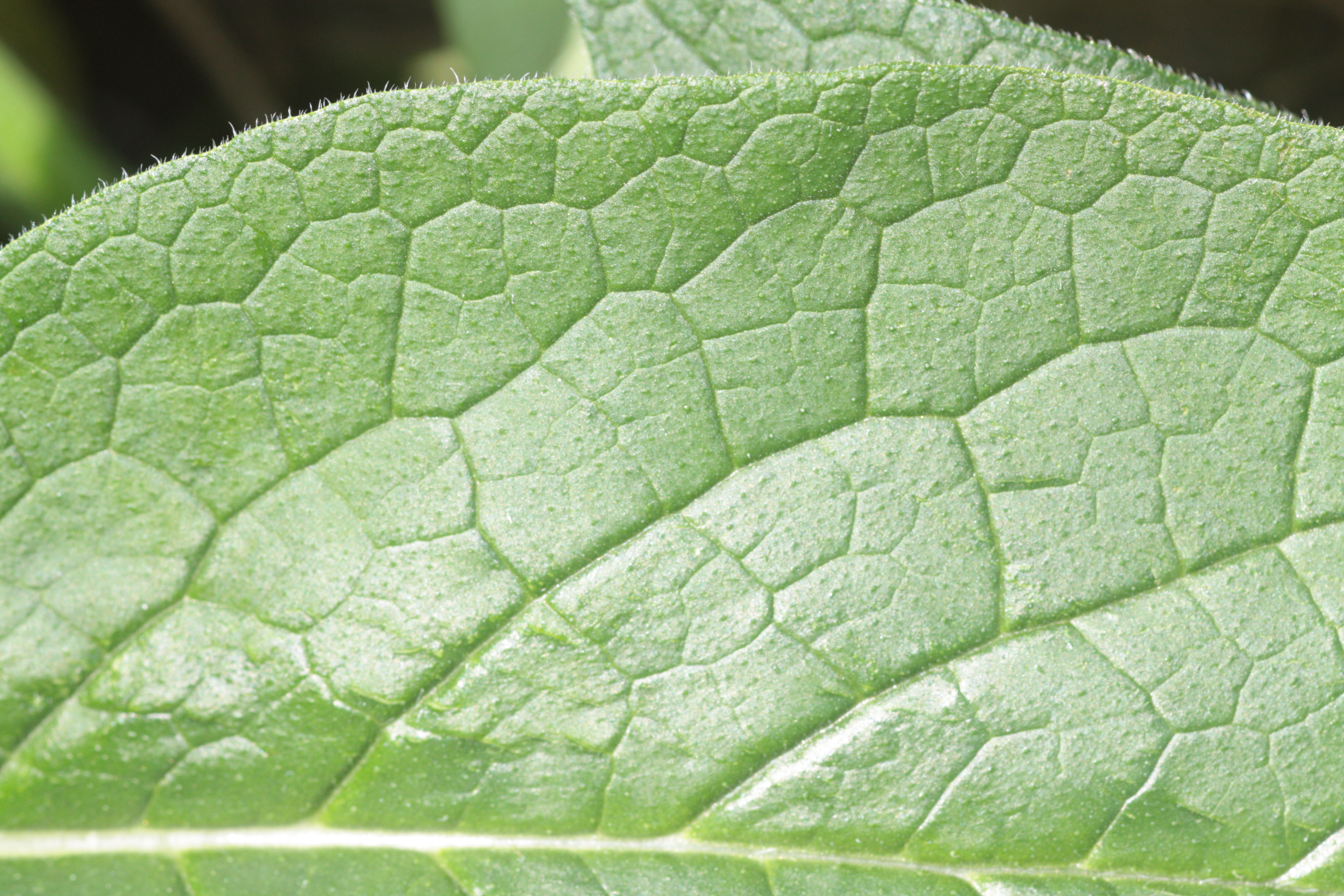
Жилкування (малюнок на половині верхнього боку листка)
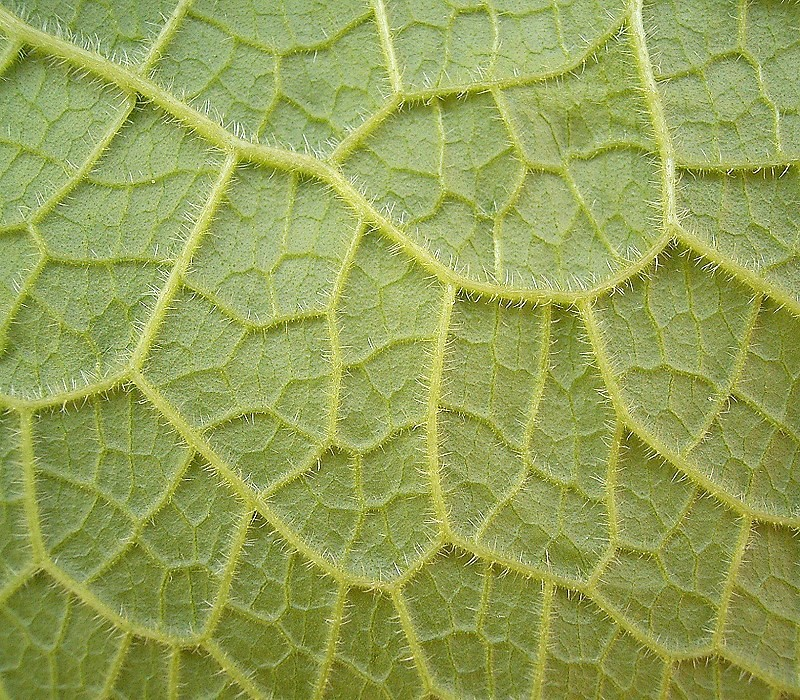
Волоски на жилках на нижньому боці листка
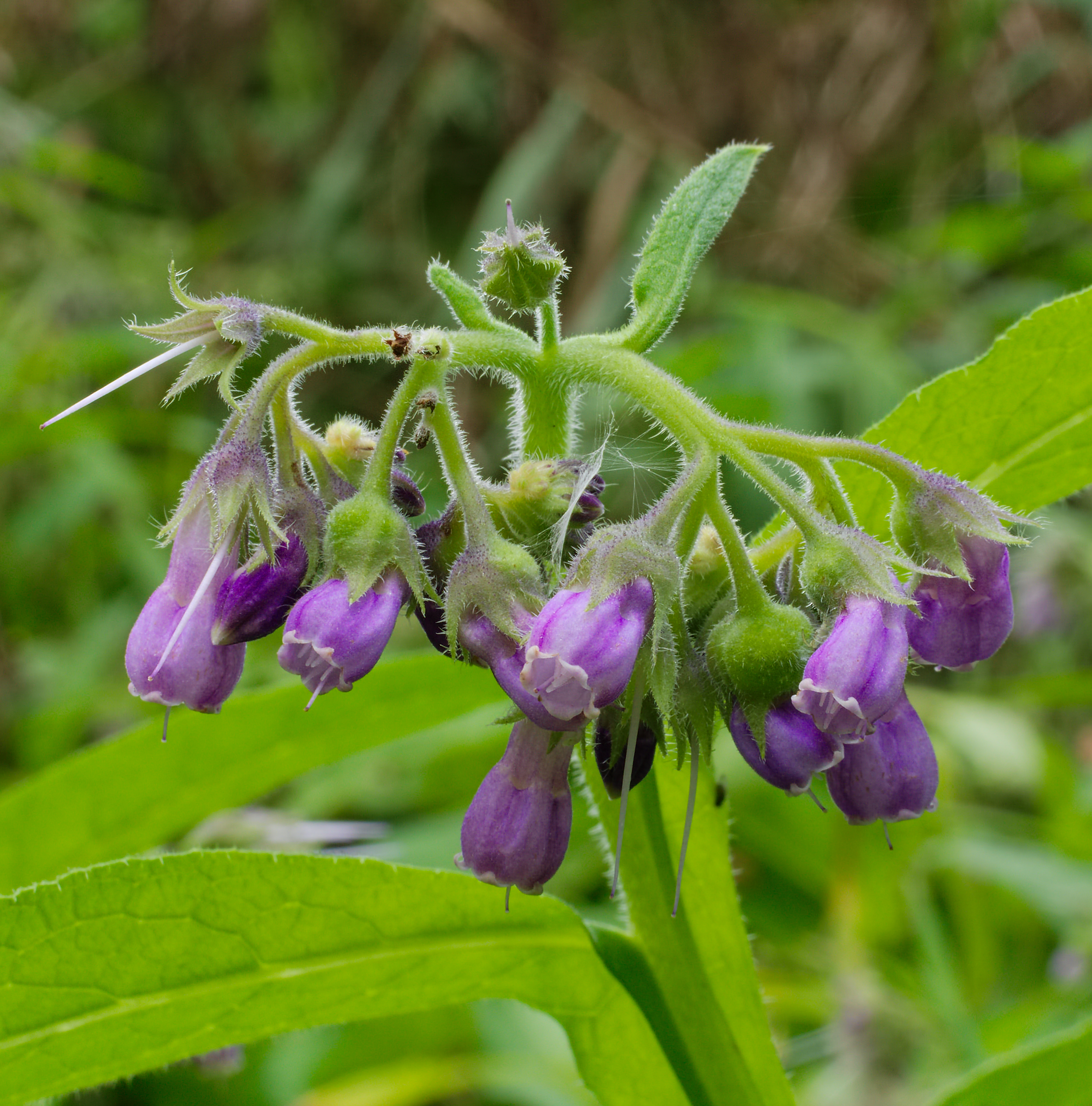
Квіти великим планом
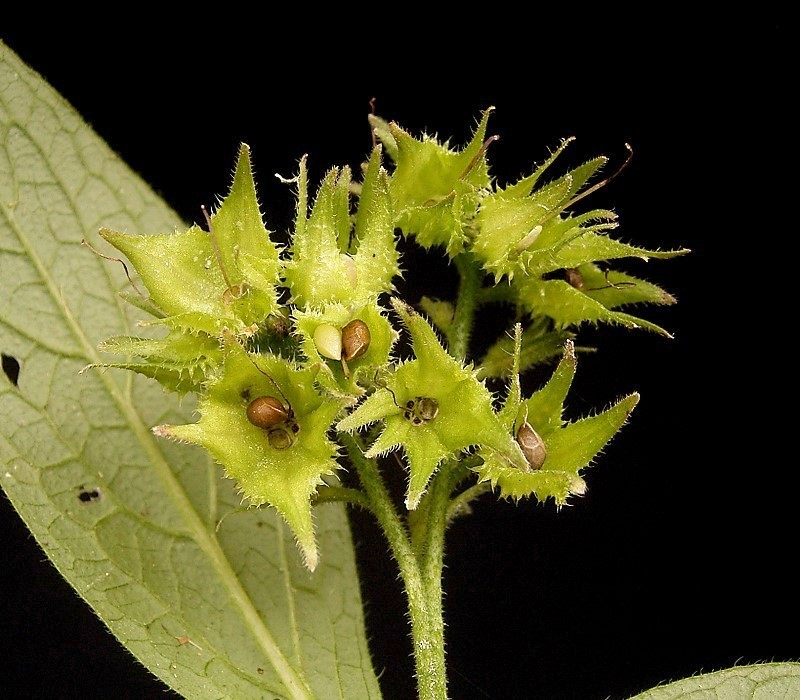
Розкриті плоди з насінням